# Chanbria regalis
Chanbria regalis är en spindeldjursart som beskrevs av Muma 1951. Chanbria regalis ingår i släktet Chanbria och familjen Eremobatidae. Inga underarter finns listade i Catalogue of Life.